# Tecnogera
Tecnogera é uma empresa brasileira que atua nos segmentos de energia temporária, eletrificação de ativos e infraestrutura para operações críticas. Fundada em 2006, tem sede em São Bernardo do Campo, no estado de São Paulo, e mantém operações em diversas regiões do Brasil e em países da América Latina.

## História
A Tecnogera foi criada em 2006 pelo empresário Abraham Curi, inicialmente com foco na locação de geradores a diesel para aplicações emergenciais e industriais. Com o passar dos anos, a empresa passou a diversificar sua atuação, incorporando soluções tecnológicas voltadas à eficiência energética, como sistemas híbridos e equipamentos elétricos.
Segundo reportagens setoriais, a empresa expandiu sua presença para diferentes regiões brasileiras, com filiais que atendem setores como construção civil, óleo e gás, mineração e agronegócio.

## Estrutura e atuação
A empresa opera uma frota com mais de 50 mil equipamentos, incluindo geradores, baterias móveis, torres de iluminação, plataformas elevatórias e sistemas de climatização. Também mantém um Centro de Controle Operacional (CCO) em São Bernardo do Campo, voltado ao monitoramento remoto de operações por meio de telemetria.

## Iniciativas em sustentabilidade
Nos últimos anos, a Tecnogera passou a investir em soluções voltadas à redução de emissões e à transição energética. A empresa adotou o conceito de "eletrificação de ativos", substituindo gradualmente equipamentos movidos a combustíveis fósseis por alternativas elétricas ou híbridas.
Entre as iniciativas destacadas estão a adoção de plataformas elevatórias elétricas — com mais de 2 mil unidades movidas a baterias de íons de lítio — e o desenvolvimento de sistemas híbridos compostos por geradores, baterias e fontes renováveis.

## Resposta a emergências
A empresa também atua em cenários emergenciais, como blecautes e desastres naturais. Em 2024, durante um apagão que afetou a cidade de São Paulo e a Região Metropolitana, a Tecnogera mobilizou cerca de 500 equipamentos em menos de 48 horas, segundo reportagem do setor.

## Treinamento técnico
A Tecnogera mantém uma plataforma interna de formação profissional, conhecida como Universidade Tecnogera, voltada à capacitação de operadores e técnicos. A iniciativa oferece cursos relacionados à operação de equipamentos, segurança e gestão de crises. De acordo com dados divulgados em 2024, mais de 10 mil certificados já haviam sido emitidos.

## Setores atendidos
A Tecnogera fornece soluções para diversos segmentos econômicos, incluindo:
- Óleo e gás
- Mineração
- Agronegócio
- Energia renovável
- Indústria e construção civil
- Saneamento
- Eventos e entretenimento
- Comércio e serviços

A partir de 2024, a empresa passou a integrar a cadeia de fornecimento de energia para operações offshore no Brasil.